# Kalendar iz Colignyja
Kalendar iz Coligny-ja je galski kalendar nađen u mjestu Coligny, u francuskom departmanu Ain (46°23′N 5°21′E / 46.383°N 5.350°E) kraj Liona 1897., pored glave brončane statue mlade muške figure. Radi se o lunisolarnom kalendaru.
Kalendar je ugraviran na brončanoj tablici, sačuvanoj u 73 fragmenta, prvobitno širokoj 148 cm i visokoj 90 cm (Lambert p. 111). Na osnovi stila slova i pratećih objekata, vjerojatno potječe s kraja 2. stoljeća (Lambert p. 111). Ispisan je latinskim kapitalima, korištenim za natpise, na galskom jeziku (Duval & Pinault). Obnovljena tablica sadrži šesnaest okomitih stupaca, sa 62 mjeseca raspoređenih u pet godina.
Francuski arheolog J. Monard je spekulirao da su ga zabilježili druidi, u želji da očuvaju svoju tradiciju bilježenja vremena udoba kada je julijanski kalendar bio nametnut diljem Rimskog Carstva. Ipak, opći oblik kalendara sugerira javni, tzv. klinasti, kalendar (parapegmata) koji se mogao naći diljem grčkog i rimskog svijeta (Lehoux pp. 63-65, vidjeti i atički kalendar).
Sličan kalendar, pronađen u obližnjoj Villards d'Heria-i (46°25′N 5°44′E / 46.417°N 5.733°E) je sačuvan samo u osam malih fragmenata. Sada se čuva u Musée d'Archéologie du Jura u Lons-le-Saunier.

## Sustav
Kontinentalni keltski kalendar, kakav je rekonstruiran na osnovi kalendara iz Colignyja i Villards d'Heriae ima iduća svojstva:
- Bio je to lunisolarni kalendar, koji je pokušavao sinkronizirati solarnu godinu i lunarni mjesec.
- Mjeseci su bili lunarni. Proučavatelji se ne slažu je li mjesec počinjao mladim ili punim Mjesecom, ili možda čak prvom četvrti (po Pliniju i Tacitu).
- Obična lunarna godina je imala 354 ili 355 dana.
- Kalendarska godina je počinjala Samonios-om, za koji se obično pretpostavlja da odgovara staroirskom Samhain-u, što bi značilo da je godina počinjala u jesen. Međutim, pošto Samon na galskom znači "ljeto" (Lambert str. 112), ova pretpostavka je osporena. Le Contel i Verdier (1997.) tvrde da je godina počinjala ljetnim solsticijem (dugodnevnicom). Monard (1999.) predlaže jesenju ravnodnevnicu kao početak. Bonsing (2007.) smatra da je početak bio u svibnju, dosljedno s irskim Beltaine-om (1. svibnja) i fenijskom literaturom, osobito Joyce (2000.).
- Pod 17im Samoniosom je upisano TRINVX[tion] SAMO[nii] SINDIV - "tri-noći Samoniosa danas", što sugerira shvaćanje da festival Samhain traje tri noći.
- Solarna godina je aproksimirana umetanjem trinaesttog, interkaliranog, mjeseca svake dvije i pol godine. Dodatni mjeseci umetani su prije Samonios-a u prvoj godini i između Cutios-a i Giamonios-a u trećoj godini. Ime prvog interkalarnog mjeseca nije sigurno poznato, jer je tekst fragmentaran; drugi takav mjesec je Ciallos bis Sonnocingos (Lambert p. 116).
- Mjeseci su bili podijeljeni u dvije polovine, početak druge polovine je bio nazvan Atenoux. Osnovna jedinica keltskog kalendara je tako bio polumjesec, ili dvotjednica, na što upućuju i tragovi u keltskom folkloru. Prva polovina je uvijek imala 15 dana, druga 14 ili 15 naizmjenično (slično Hindu kalendarima).
- Mjeseci od 30 dana bili su označeni Mat(os), sretni, a oni od 29 dana Anm(atos), nesretni.
- Običan petogodišnji ciklus ne bi bio dovoljno točan; redoslijed interkalarnih mjeseci se dovršava svakih trideset godina, tj. nakon pet ciklusa od 62 lunacije (s po dva interkalarna mjeseca) i jednog ciklusa od 61 lunacije (s jednim interkalarnim mjesecom), ili nakon ukupno 11 interkalarnih mjeseci. Ovim se pretpostavlja da 30 godina ima točno 371 lunaciju, što je točno do u jedan dan svakih 20 ili 21 godinu, prosječno. Ovo je manje točno od julijanskog kalendara, koji griješi jedan dan u 128 godina, ali koji ignorira lunarne mjesece. Može se pretpostaviti da "tridesetogodišnji ciklus" nije bio obvezatan i da bi mjesec viška bio izostavljan po potrebi (tj. nekih 300 godina nakon nastanka kalendara).

Tumačenje atenoux-a kao "noći u povratku" nije vjerojatno (Delamarre p. 58), "obnavljanje" bi se doimalo vjerojatnije; tako bi mjesec počinjao mladim Mjesecom a atenoux bi ukazivalo na obnovu, tj. pun Mjesec.

## Galski kalendar u povijesnim izvorima

### Plinije Stariji
Prirodna povijest Plinija Starijeg tvrdi, raspravljajući o druidskom skupljanju imele (P.I. 16.95):

Imela se, međutim, tek rijetko nalazi na hrastu; i kada se nađe, skupljana je s obredima punim religijskog strahopoštivanja. Ovo se osobito radi šestog dana mjeseca, na dan koji je početak njihovih mjeseci i godina, kao i njihovih era, koje u njih imaju tek trideset godina. Ovaj dan oni biraju jer mjesec, iako još ne u sredini svog toka, već ima značajnu snagu i utjecaj; i zovu ga imenom koje označava, na njihovom jeziku, sve-iscjeliteljskog.

Ovaj komentar podržava grupisrnje petogodišnjih razdoblja kalendara u tridesetogodišnje ere, s izostavljanjem jednog umetnutog mjeseca po eri, radi preciznijeg usklađivanja solarnog i lunarnog ciklusa.

### Julije Cezar
Julije Cezar tvrdi u Galskim ratovima (Caesar, DBG 6.18) da dani, mjeseci i godine počinju tamnom polovinom, nakon koje slijedi svijetla polovina.

Svi Gali tvrde da potječu od boga Disa i kažu da su ovu tradiciju prenijeli Druidi. Iz tog razloga oni računaju odjeljke svakog doba, ne po danima, već po noćima; oni održavaju rođendane i početke mjeseci i godina u takvom poretku da dan slijedi iza noći.

Ovo je dosljedno s kalendarskim mjesecom koji počinje s tamnim Mjesecom, ili na šesti dan Mjeseca kao u Plinija; ne slaže se s početkom mjeseca na pun Mjesec, kako se spominje u mnogim neopoganskim raščlambama kalendara iz Colignyja.

## Mjeseci
Redoslijed imena mjeseci iz iduće tablice pretpostavlja da kalendar počinje s jesenjom ravnodnevnicom i potječe iz raščlambe Monard-a (1999) i dr.
| #   | Imena mjeseci    | Julijanski mjeseci  | Primjedba                                                            |
| --- | ---------------- | ------------------- | -------------------------------------------------------------------- |
| 1.  | SAMON[IOS]       | (listopad/studeni)  | vidjeti Samhain za etimologiju                                       |
| 2.  | DVMANN[OSIOS]    | (studeni/prosinac)  | "tamni"?                                                             |
| 3.  | RIVROS           | (prosinac/siječanj) | up. irsko reo "mraz"                                                 |
| 4.  | ANAGANTIO[S]     | (siječanj/veljača)  |                                                                      |
| 5.  | OGRONIOS         | (veljača/ožujak)    |                                                                      |
| 6.  | CVTIOS           | (ožujak/travanj)    | usporediti irsko cith/cioth "pljusak kiše"                           |
|     | (SONNOCINGOS)    |                     | "početak proljeća"?                                                  |
| 7.  | GIAMONIOS        | (travanj/svibanj)   | vidjeti etimološki dio Samhain-a, usporediti irsko geimhreadh "zima" |
| 8.  | SIMIVISONNA[COS] | (svibanj/lipanj)    | "sredina proljeća"?                                                  |
| 9.  | EQVOS            | (lipanj/srpanj)     | "konj" ili "stoka"                                                   |
| 10. | ELEMBIV[IOS]     | (srpanj/kolovoz)    |                                                                      |
| 11. | EDRINI[OS]       | (kolovoz/rujan)     |                                                                      |
| 12. | CANTLOS          | (rujan/listopad)    |                                                                      |

Za festivale Beltane (pun Mjesec Giamoniosa) i Lughnasadh (pun Mjesec Elembiviosa) tvrdilo se da su indicirani posebnim oznakama   Arhivirana inačica izvorne stranice od 15. lipnja 2006. (Wayback Machine). Nije indicirana korespondencija s Imbolc-om (pun Mjesec Anagantiosa).

## Vanjske poveznice
(na engleskom:)
- The Coligny Tablet  Arhivirana inačica izvorne stranice od 15. lipnja 2006. (Wayback Machine)
- Coligny Calendar Page
- Coligny Calendar  Arhivirana inačica izvorne stranice od 24. studenoga 2018. (Wayback Machine)
- Caer Australis: Celtic Calendar